# Placówka Straży Celnej „Przymuszewo”

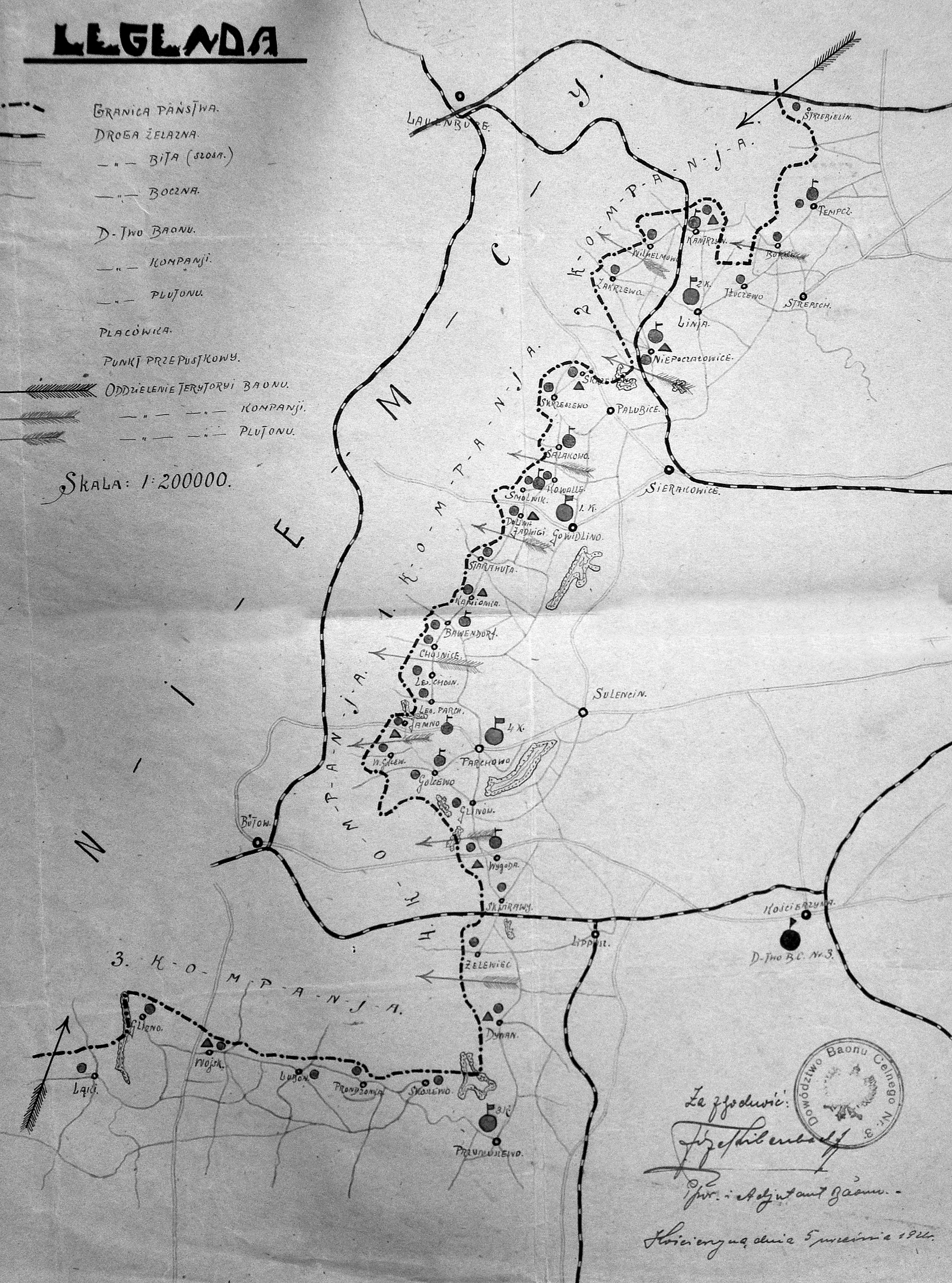
Rozmieszczenie pododdziałów
3 batalionu celnego w 1921 roku.

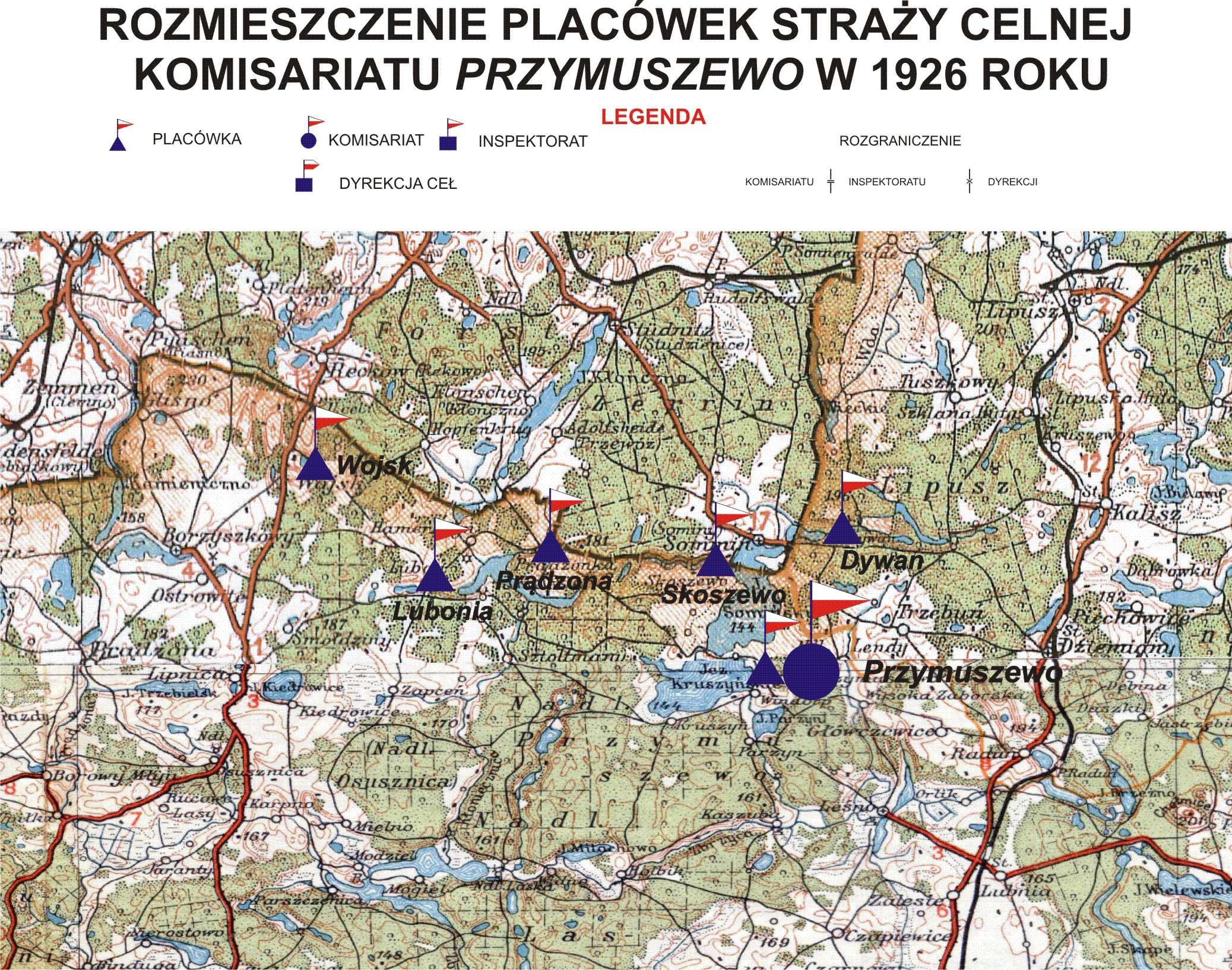
Rozmieszczenie placówek Straży Celnej Komisariatu Przymuszewo

Placówka Straży Celnej „Przymuszewo” – jednostka organizacyjna Straży Celnej pełniąca w okresie międzywojennym służbę ochronną na granicy polsko-niemieckiej.

## Geneza
Już w 1918 roku powstające państwo polskie zaczęło tworzyć wyspecjalizowane formacje przeznaczone do ochrony granic Rzeczypospolitej.  W kwietniu 1920 roku w Przymuszewie stacjonował 4 szwadron 4 pułku Strzelców Granicznych. W kolejnych latach inne formacje ochraniały granice w tym rejonie. W 1921 roku w Przymuszewie rozlokował się sztab 3 kompanii 3 batalionu celnego.

## Formowanie i zmiany organizacyjne
Na wniosek Ministerstwa Skarbu, uchwałą z 10 marca 1920 roku, powołano do życia Straż Celną. Od połowy 1921 roku jednostki Straży Celnej rozpoczęły przejmowanie odcinków granicy od pododdziałów Batalionów Celnych. W 1921 roku w Przymuszewie stacjonował sztab 3 kompanii 3 batalionu celnego. 3 kompania celna wystawiła między innymi placówkę w Przymuszewie. Proces tworzenia Straży Celnej trwał do końca 1922 roku. Placówka Straży Celnej „Przymuszewo” weszła w podporządkowanie komisariatu Straży Celnej „Przymuszewo” z Inspektoratu SC „Kościerzyna”.
W drugiej połowie 1927 roku przystąpiono do gruntownej reorganizacji Straży Celnej. W praktyce skutkowało to rozwiązaniem tej formacji granicznej. Ochronę północnej, zachodniej i południowej granicy państwa przejęła powołana z dniem 2 kwietnia 1928 roku Straż Graniczna. W strukturach nowo powstałej formacji nie odtworzono placówki „Przymuszewo”.

## Funkcjonariusze placówki
Kierownicy placówki
| stopień    | imię i nazwisko, numer | okres pełnienia służby |
| ---------- | ---------------------- | ---------------------- |
| przodownik | Józef Szwarc(2207)     | był w 1926             |

Obsada personalna placówki w 1926:
- przodownik Józef Szwarc(2207
- strażnik Franciszek Roszak (1984)
- strażnik Feliks Dziurla (1643)
- strażnik Ignacy Kozłowicz (1871)
- strażnik Franciszek Dąbkiewicz (1634)
- strażnik Wojciech Urbański (2164)